# Rances (Francja)
Rances – miejscowość i gmina we Francji, w regionie Grand Est, w departamencie Aube.
Według danych na rok 1990 gminę zamieszkiwały 43 osoby, a gęstość zaludnienia wynosiła 11 osób/km².

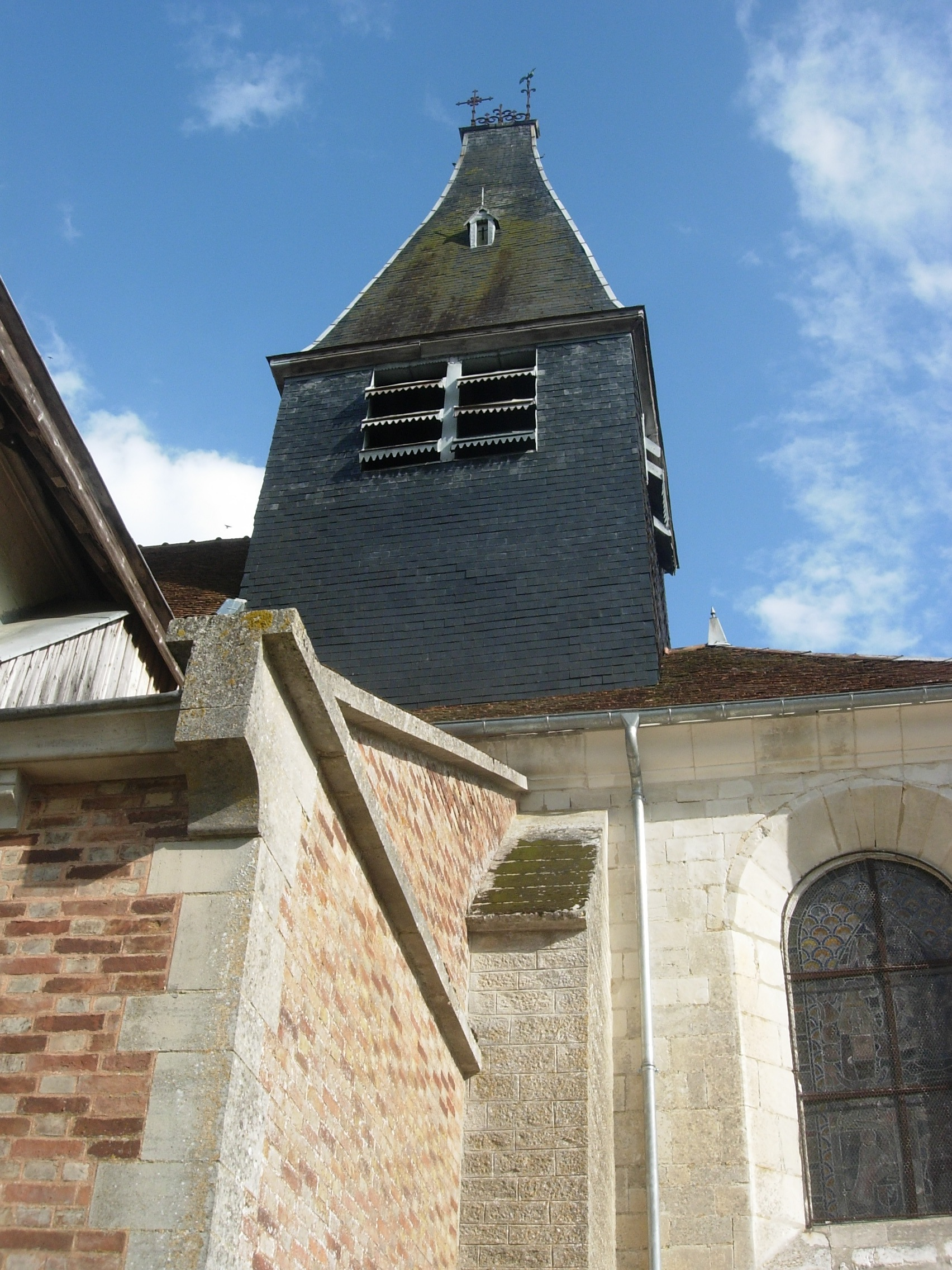
Kościół w Rances, 2011